# Niek Versteegen
Niek Versteegen (Ysselsteyn, 12 oktober 1994) is een Nederlands voetballer die als aanvaller speelt.

## Carrière
Niek Versteegen maakte zijn debuut voor Achilles '29 op 16 september 2016, in de met 1-2 verloren thuiswedstrijd tegen Telstar. Hij kwam in de 68e minuut in het veld voor Eef van Riel, en maakte in de 73e minuut zijn eerste doelpunt voor Achilles '29. In 2017 veroverde hij een basisplaats maar degradeerde met de club uit de Eerste divisie. Na het faillissement van de prof BV van Achilles '29 in januari 2018 maakte hij de overstap naar dorpsgenoot De Treffers. Medio 2019 keerde hij terug bij SV Venray.

### Statistieken
| Seizoen                   | Club              | Land           | Competitie        | Competitie | Competitie | Beker | Beker | Totaal | Totaal |
| Seizoen                   | Club              | Land           | Competitie        | Wed.       | Dlp.       | Wed.  | Dlp.  | Wed.   | Dlp.   |
| ------------------------- | ----------------- | -------------- | ----------------- | ---------- | ---------- | ----- | ----- | ------ | ------ |
| 2016/17                   | Achilles '29      | Nederland      | Eerste divisie    | 26         | 6          | 0     | 0     | 26     | 6      |
| 2016/17                   | Jong Achilles '29 | Nederland      | Derde divisie zo. | 7          | 8          | –     | –     | 7      | 8      |
| 2017/18                   | Achilles '29      | Nederland      | Tweede divisie    | 15         | 7          | 3     | 0     | 18     | 7      |
| 2017/18                   | De Treffers       | Nederland      | Tweede divisie    | 14         | 6          | 0     | 0     | 14     | 6      |
| 2018/19                   | De Treffers       | Nederland      | Tweede divisie    | 10         | 6          | 0     | 0     | 10     | 6      |
| Carrièretotaal            | Carrièretotaal    | Carrièretotaal | Carrièretotaal    | 72         | 33         | 3     | 0     | 75     | 33     |
| Bijgewerkt op 17 mei 2019 |                   |                |                   |            |            |       |       |        |        |